# 姆比尼
姆比尼（西班牙語：Mbini）是赤道畿內亞的城鎮，由木尼河區負責管轄，位於該國大陸西岸貝尼托河口處，距離巴塔44公里，海拔高度343米，2003年人口約11,600。
1°35′N 9°37′E / 1.583°N 9.617°E